# Oberderdingen
Oberderdingen é um município da Alemanha, no distrito de Karlsruhe, na região administrativa de Karlsruhe, estado de Baden-Württemberg.

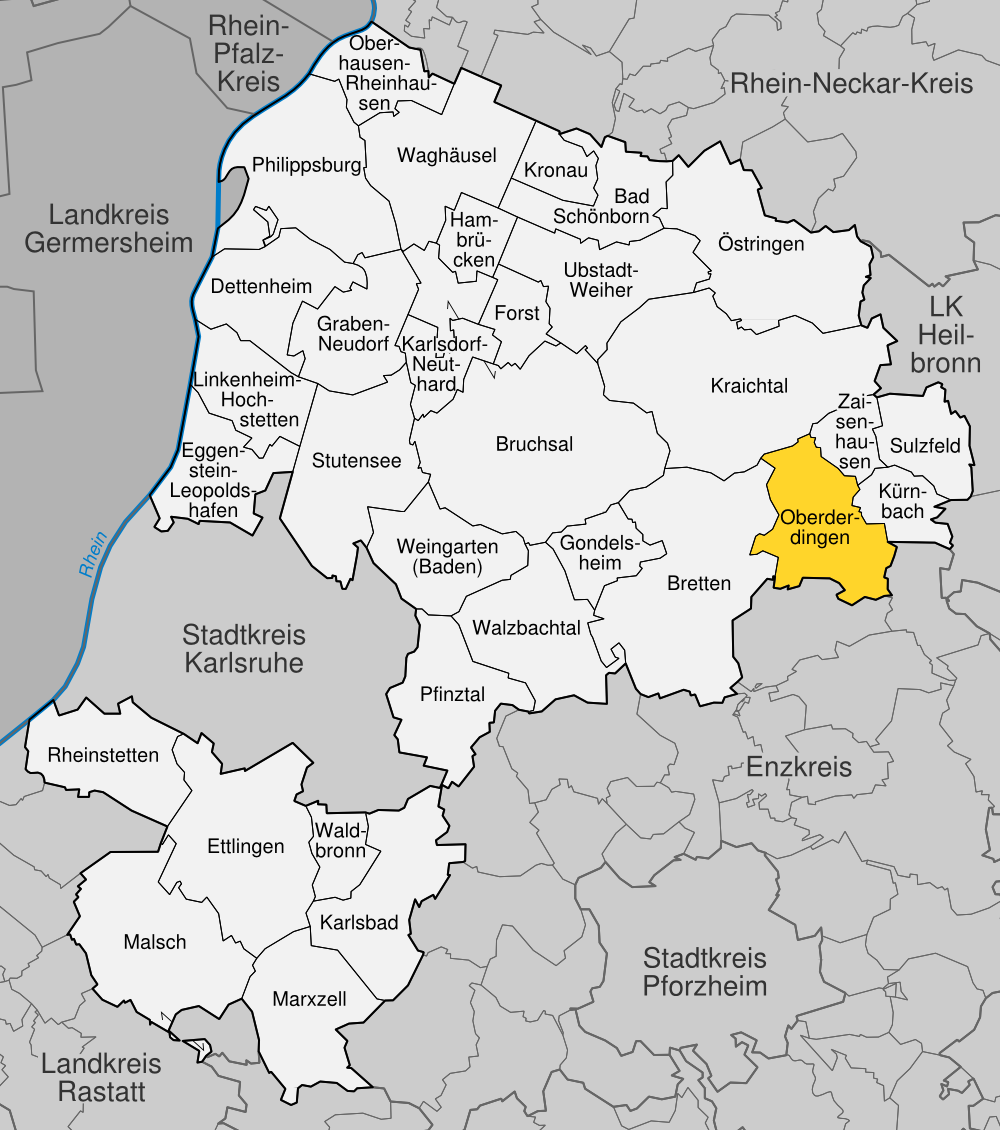
Oberderdingen no distrito de Karlsruhe